# مارثا لويز (أميرة نرويجية)
صاحبة السمو الملكي الأميرة مَارثَا لُوِيز أولدينبيرغ (22 سبتمبر / أيلول 1971) أميرة نرويجية من سلالة كريستيان الثالث ملك الدنمارك والنرويج، حفيدة إدوارد السابع ملك المملكة المتحدة، ملك دول الكومنولث وإمبراطور الهند. الأبنة الوحيدة للملك هارولد الخامس ملك النرويج، وقرينته جلالة الملكة سُونِيا ملكة النرويج، والشقيقة الكبرى لولي عهد النرويج صاحب السمو الملكي الأمير هاكون. الرابعة في قائمة ولاية عرش النرويج، والثالثة والسبعين في قائمة ولاية العهد الإنجليزي.

## النشأة
في كاتدرائية أوسلو وبعد تسع سنوات من لقائهم الأول عام 1959 تزوج ولي عهد النرويج صاحب السمو الملكي هارولد الخامس (لاحقاً الملك هارولد الخامس) من حب حياته الأنسة سُونِيا هارلدسن (لاحقاً الملكة سونيا) بعد أن اعطئ جلالة الملك أولاف الخامس موافقتة. كان القرار الذي اتخذه الملك الأب ليس فقط مسألة عائلية، ولكن أيضا على علاقة بالدولة وعلى مستقبل النظام الملكي. ووُصفت تلك الليلة من أحد أهم حفلات الزفاف الملكي تميزاً وجمال. وفي المشفى الملكي الجامعي في العاصمة أوسلو وبعد مضى قرابة الأعوام الثلاثة الأولى من الزواج وُلدت صاحبة السمو الملكي الأميرة مارثا لُوِيز في يوم الأربعاء 22 سبتمبر / أيلول 1971 لتكون أوّل ابنة لولي عهد النرويج صاحب السمو الملكي الأمير هارلد الخامس (لاحقاً الملك هارلد الخامس) وقرينته صاحبة السمو الملكي الأميرة سُونِيا (لاحقاً الملكة سونيا). لم تغِب الذكّرى عن هذه المناسبة، فقد أطلق عليها اسم مَارثَا تكريماً للأميرة الراحلة مارثا صوفيا، والدة الملك هارولد الخامس، واسم لُوِيز تكريماً لجلالة الملكة الراحلة لويز جوزفين، والدة جلالة الملك هاكون السابع ملك النرويج. وجنباً إلى جنب مع شقيقها صاحب السمو الملكي الأمير هاكون وعائلتها أمضت طفولتها في سكاجوم جنوبي غرب مدينة أوسلو.

## التّعليم
في وقت مبكر التحقت الأميرة برياض الأطفال العامة والمدرسة الابتدائية المحلية في سميستاد. وكانت برفقة والديها في يومها الأول من المدرسة عام 1978. حصلت على شهادتها الدراسة الثانوية عام 1990، مع التركيز على اللغات، في أوسلو. انتقلت بعد ذلك مباشرة لدراسة الأدب في جامعة أكسفورد، إنجلترا. وبين عامي (1992-1997)، التحقت الأميرة بأكاديمية بجوركنيس للطب الشمولي في أوسلو وبعد الاِنتهاء من البرنامج، وختاما لهذا التَّدريب ذهبت من خلال المرحلة العملية إلى ماستريخت، هولندا. في ديسمبر من العام 1997 حصلت على درجة البكالوريوس والتَّأَهُّل الرسمي باسم أخصائية في العلاج الطبيعي.

## حياتها الشخصية

### زواجها الأول
أُعلنت خطوبة صاحبة السمو الملكي الأميرة مارثا لُوِيز والمؤلف السيد آري ميكائيل بيهن في 13 ديسمبر/ كانون الأول 2001، وفي ثوب زّفاف مصنوع من الحرير زُفت العروس صاحبة السمو الملكي الأميرة مارثا لُوِيز إلى زوجها الشاب السيد آري بيهن يوم 24 مايو / أيار 2002 وتمت مراسم الزواج في كاتدرائية نيداروس في مدينة تروندهايم التي يعود تاريخها إلى القرون الوسطى بمباركة المطران الفنلندي اغل، وتوجه الأسقف بكلمته إلى العريس قائلاً له: ”إِنهُ تسلم اليوم أميرة شعب النرويج“. وحسب تقاليد الزِّفاف المتبعة سلم والد العروس جلالة الملك هارولد الخامس ابنته للعريس أمام الضيوف الذين كان بينهم أعضاء عائلات مالكة من مختلف أنحاء العالم، ومواطنون من مدينة تروندهايم. واصطف آلاف النرويجيين خارج الكاتدرائية يشاهدون المراسم التي نقلت على شاشة عملاقة، وبُثَّت مُتلفزةٍ على الهواء مباشرة. وذرفت الأميرة، دموع الفرح عندما تلا أخاها صاحبة السمو الملكي الأمير هاكون ماجنوس هاكون ولي عهد النرويج أبيّاتاً من الشعر. وسار العروسان بعد المراسم على الأقدام من الكاتدرائية إلى القصر الملكي الافتتاح العشاء الرسمي.
في 5 أغسطس 2016، أعلن الديوان الملكي أن الأميرة مارثا لويز وآري بيهن انفصلا وبدأت إجراءات الطلاق ولكن سيكون لها حضانة مشتركة لبناتهما الثلاث. انفصل الزوجان في عام 2017.

#### الأُسرة
أنجبت الأميرة مارثا لُوِيز من السيد آري بيهن ثلاث بنات:
- الآنِسة مود أنجليكا بيهن (28 أبريل / نيسان 2003)، أوسلو.
- الآنِسة ليا إيزادورا بيهن (8 أبريل / نيسان 2005)، جزيرة هانكو.
- الآنِسة إيما تالولاه بيهن (29 سبتمبر / أيلول 2008)، باروم.

### زواجها الثاني
في مايو 2019، أعلنت الأميرة أنها على علاقة مع مواطن أمريكي من أصل أفريقي يدعى دوريك فيريت يصف نفسه بأنه وسيط مع الأرواح "شامان".الأمر الذي أثار الاستياء في المملكة الإسكندنافية.
حيث تدّعي مارتا لويز القدرة على التواصل مع الملائكة، وهي "موهبة" حققت منها إيرادات من خلال حصص تعليم وكتب، في حين يزعم فيريت أنه "كاهن يتواصل مع الأرواح من الجيل السادس".
وسبب هذا الارتباط اضطرت مارتا لويز عام 2022 إلى التخلي عن كل مهامها الرسمية، لكنها انتهكت هذا القرار مرات عدة منذ ذلك الحين، بما في ذلك خلال حفلة الزفاف، من خلال عرضها للبيع زجاجة مشروب تشير صراحة إلى كونها أميرة.

## أعمال ومؤلفات
لصاحبة السمو الملكي الأميرة مارثا لُوِيز مجموعة متميزة من الكتب المسموعة، وعدد من المؤلفات، كما شاركت في إنتاج برامج إذاعية وتلفزيونية للناشئة. تعمل صاحبة السمو الملكي الأميرة مارثا لُوِيز منذ فترة طويلة بالأعمال التي من شأنها الإسهام في تطوير الإِرث الثَّقافِيّ النَّروِيجِيّ؛ والعمل الثَّقافِيّ بشكل عام.

### الأعمال
- أساطير شعبية نرويجية (مسرحية إذاعية، أداء صوتيّ)، أوسلو 2002.
- حدث في ذلك اليوم (ألبوم مسجّل)، كُورَال أوسلو، مع سيجفارت داجسلاند، 2002.
- أميرة في مملكة العجائب (حكايات مختارة من التراث، أداء صوتيّ مصاحب للرُّسوم) بوينا فيستا للترفيه المنزلي، 2002.

### المؤلفات
- من القلب إلى القلب (كتاب يحكي قصة زفافهما) تأليف مشترك مع السيد أرى بيهن، 2002 ISBN 82-7547-149-4.
- لماذا الملوك والملكات لا يلبسون التيجَان (للأطفال واليافعين، يرافق الكتاب ألبوم مسجّل يروي القصة بصوتها)، 2004 ISBN 82-02-24206-1.
- مغامرة من قلب الأرض: رودينيا (قصص قصيرة 67 مغامرة خيالية من أكثر من 50 دولة وثقافة)، 2007 ISBN 978-82-92904-00-8.

## العمل الاجتماعي ومنظمات المجتمع المدني
ولرفع مستوى الوعي العام لمنظمة أو حدث معين يدعم قضية نبيلة، يتم منح الرعاية الملكية النرويجية السامية. وفي هذا الإطار، ترعى صاحبة السمو الملكي الأميرة مارثا لُوِيز عدد من الفعاليات والمنظمات؛ وهي:
- جمعية النرويج للضمور العضلي.
- الجمعية النرويجية للمكفوفين وضعاف البصر.
- الجمعية النرويجية للصم.
- سباق الفرسان (حدث رياضي للمكفوفين وضعاف البصر للتزلج على الجليد النرويجي).
- جمعية الصرع النرويجية.
- جمعية الروماتيزم النرويجية.

## ألقاب وأوسمة
كُرِمـت صاحبة السمو الملكي الأميرة مارثا لُوِيز خلال السنوات الماضية بعدد من الأَلقاب والأَوسِمة؛ من بينها:
- النرويج:
  - وسام سان أولاف.
  - ميدالية الذكرى المئوية للبيت الملكي النرويجي.
  - ميدالية الذكرى المئوية لجلالة الملك هاكون السابع.
  - ميدالية جلالة الملك أولاف الخامس التذكارية 30 يناير / كانون الثاني 1991.
  - ميدالية اليوبيل لجلالة الملك أولاف الخامس (1957-1982).
  - ميدالية الذكرى المئوية لجلالة الملك أولاف الخامس.
  - ميدالية جلالة الملك هارالد مقابل ميدالية اليوبيل (1991-2016).
  - وِسام بَيْت جلالة الملك أولاف الخامس.
  - وِسام بَيْت جلالة الملك هارالد الخامس.
- الدنمارك: وسام الفيل.
- فنلندا: وِسام الوردة البيضاء.
- آيسلندا: وسام الصقر.
- الأردن: وسام الكوكب الأردني.
- لوكسمبورغ: وسام الجدارة المدنية والعسكرية لجلالة الملك أدولف ناسو.
- هولندا: وسام التَّاج.
- البرتغال: وسام الرُّبّانُ للأمير هنري.
- إسبانيا: وسام الجدارة.
- السويد:
  - وسام النَجْمَ القُطبيّ الملكيٌّ.
  - ميدالية الذكرى السنوية الخمسين لجلالة الملك كارل السادس عشر غوستاف.

## صندوق الأميرة مارثا لُوِيز
أنشئ الصندوق في يوم 15 سبتمبر / أيلول 1972. الذي يوفر المساعدة للأطفال ذوي الاحتياجات الخاصة في النرويج، والذين تقل أعمارهم عن 16 عام. ويهدف إلى إثراء الحياة اليومية للأطفال المعنين. تُخصص المنح في 22 سبتمبر / أيلول، تزامناً مع يوم ميلاد صاحبة السمو الملكي الأميرة مارثا لُوِيز. ترأس الأميرة مجلس إدارة الصندوق، ويعيّن أعضاء مجلس الإدارة من قبل جلالة الملكة سونيا ملكة النرويج.

## وصلات خارجية
- الصَّفحة الرَّسمِيَّة لِلبِّيت الملَّكِيّ النُّروِيجِيّ (باللغتين النرويجية، والإنجليزية).

- مارثا لويز أميرة نرويجية على موقع IMDb (الإنجليزية)
- مارثا لويز أميرة نرويجية على موقع قاعدة بيانات الفيلم (الإنجليزية)

## مَراجع
1. ↑   http://www.kongehuset.no/nyhet.html?tid=137276&sek=26939. {{استشهاد ويب}}: |url= بحاجة لعنوان (مساعدة) والوسيط |title= غير موجود أو فارغ (من ويكي بيانات) (مساعدة)
2. 1 2 3 4 5 6   https://www.royalcourt.no/artikkel.html?tid=34903&sek=34890&scope=27248. {{استشهاد ويب}}: |url= بحاجة لعنوان (مساعدة) والوسيط |title= غير موجود أو فارغ (من ويكي بيانات) (مساعدة)
3. ↑   http://www.ordens.presidencia.pt/?idc=154&list=1. {{استشهاد ويب}}: |url= بحاجة لعنوان (مساعدة) والوسيط |title= غير موجود أو فارغ (من ويكي بيانات) (مساعدة)
4. ↑   http://www.ordens.presidencia.pt/?idc=154. {{استشهاد ويب}}: |url= بحاجة لعنوان (مساعدة) والوسيط |title= غير موجود أو فارغ (من ويكي بيانات) (مساعدة)
5. ↑   http://kongehuset.dk/modtagere-af-danske-dekorationer. {{استشهاد ويب}}: |url= بحاجة لعنوان (مساعدة) والوسيط |title= غير موجود أو فارغ (من ويكي بيانات) (مساعدة)
6. ↑  "Prinsesse Märtha Louise og Ari Behn har bestemt seg for å gå fra hverandre [Princess Märtha Louise and Ari Behn decided to go apart]". The Royal Court. مؤرشف من الأصل في 2017-07-02. اطلع عليه بتاريخ 2016-08-05. (in Norwegian)
7. ↑  "Her Highness Princess Märtha Louise". The Royal Court. مؤرشف من الأصل في 2019-04-27. اطلع عليه بتاريخ 2018-02-18.
8. ↑  الاميرة مارثا لويز تتحدث عن طلاقها المؤلم نسخة محفوظة 28 مايو 2017 على موقع واي باك مشين.
9. ↑  "Norway's Princess Martha Louise reveals relationship with American shaman". The Star (Malaysia). 22 مايو 2019. مؤرشف من الأصل في 2019-05-22. Princess Martha Louise of Norway opened up about her romantic partner, an American shaman, last May 13. The daughter of Norway's King Harald V and Queen Sonja introduced her boyfriend Shaman Durek (real name: Durek Verrett) with portraits of them in a lengthy Instagram post last week
10. ↑  "Princess Martha Louise of Norway Shares First Photos with Her New American Boyfriend". PEOPLE.com (بالإنجليزية). Archived from the original on 2019-05-18. Retrieved 2019-05-14.
11. ↑  "Royal SHOCK: Divorced Princess reveals new boyfriend on INSTAGRAM". HELLO! (بالإنجليزية). 13 May 2019. Archived from the original on 2019-05-13. Retrieved 2019-05-14.
12. ↑  "زواج غريب الأطوار.. ابنة ملك النروج ترتبط بأميركي يدعي أنه كان فرعونًا". التلفزيون العربي. 30 أغسطس 2024. مؤرشف من الأصل في 2024-09-01. اطلع عليه بتاريخ 2024-09-02.